# Djidja
Djidja is een van de 77 gemeenten (communes) in Benin. De gemeente ligt in het departement Zou. De gemeente telt 123.542 inwoners (2013). Djidja heeft een oppervlakte van 2.184 km² en is hiermee de meest uitgestrekte gemeente van het departement. De gemeente is opgedeeld in twaalf arrondissementen.

## Geografie
Het centrum van Djidja ligt op 36 km ten noordwesten van Abomey. De belangrijkste rivieren zijn de Zou en de Couffo.

## Economie
De landbouw is een belangrijke economische activiteit. Ongeveer 80% van de beroepsbevolking was in 2018 actief in deze sector. Belangrijke gewassen voor de markt zijn maïs, rijst, ananas, pindanoten, cashewnoten, katoen en groenten. Er is ook veeteelt. Verder is er handel en kleine nijverheid.

## Bevolking
In 2002 telde de gemeente 84.590 inwoners. In 2013 waren dit al 123.542 inwoners.
De grootste bevolkingsgroep zijn de Fon, gevolgd door de Agoun en de Mahi. Andere bevolkingsgroepen in de gemeente zijn de Yoruba en de Adja.
Opm: Bevolkingscijfers in duizendtallen
Bron: DJIDJA Commune in Benin; 1979-2013: volkstellingen
Bron: Institut National de la Statistique Benin; 2013: volkstelling

## Bestuur

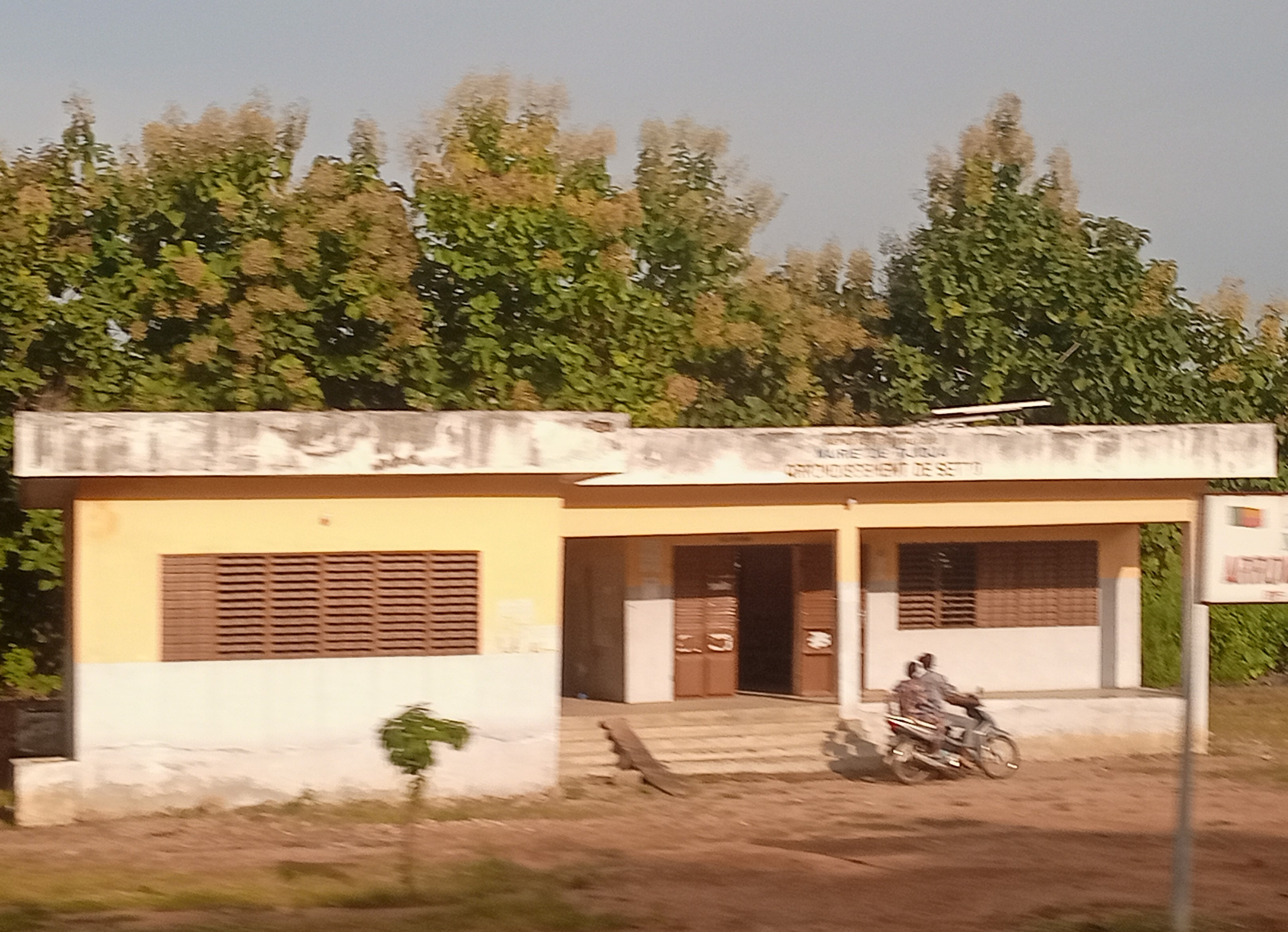
Arrondissementsbureau in Setto

De gemeente is opgedeeld in twaalf arrondissementen, die verder bestaan uit een aantal dorpen:
- Agondji
  - Agblokpa
  - Avokanzoun
  - Djoho
  - Fonkpamè
  - Goutchon
  - Savakon
- Agouna
  - Assan
  - Awotrele
  - Dénou
  - Djrékpédji
  - Gangan
  - Kouékouékanmè
  - Koutagba
  - Sankpiti
  - Tokpé
  - Zoungahou
- Dan
  - Agbohoutogon
  - Assantoun
  - Daanon-Kpota
  - Dan
  - Dridji
  - Hanagbo
  - Lalo
  - Linsinlin
  - Wokou
- Djidja-centre
  - Agondokpoé
  - Agonhohoun
  - Djessi
  - Djidja-Aligoudo
  - Dona
  - Gbihoungon
  - Hounvi
  - Komè
  - Madjavi
  - Sawlakpa
  - Sovlegni
  - Wogbaye
  - Yè
  - Zakan
  - Zinkanmè
- Dohoinmè
  - Bohoué
  - Dohouimè
  - Hevi
  - Honhoun
  - Houkpa
  - Zadakon
- Gobé
  - Ahokanmè
  - Betta
  - Bookou
  - Gobé
  - Lagbado
  - Lakpo
- Monsourou
  - Amakpa
  - Fonkpodji
  - Gounoukouin
  - Katakènon
  - Kohougon
  - Kougbadji
  - Lobeta
  - Monsourou
  - Yagbanougon
- Mougnon
  - Adamè-Houeglo
  - Kpakpanènè
  - Lèlè-Adato
  - Mougnon-Aké
  - Mougnon-Kossou
  - Tossota
- Oungbègamè
  - Adamè
  - Ahito
  - Aïhouidji
  - Kingbè
  - Kpétèta
  - Lotcho-Ahouamè
  - Lotcho-Daho
  - Sozoun
  - Tannouho
- Outo
  - Aklinmè
  - Amontika
  - Chié
  - Outo
  - Kokoroko
  - Vévi
- Setto
  - Gbadagba
  - Kassèhlo
  - Magassa
  - Nontchédigbé
  - Saloudji
  - Setto
  - Tokégon
  - ToKounkoun
- Zounkon
  - Ahozoun
  - Ayogbé
  - Danmlonkou
  - Zounkon
  - Zounmè